# Echatt
Echatt (în arabă الشط) este o comună din provincia El Tarf, Algeria.
Populația comunei este de 34.378 de locuitori (2008).